# قره‌چوپان
قره‌چوپان (به ترکی استانبولی: Karaçoban) شهری است در کشور ترکیه که در استان ارزروم واقع شده‌است. جمعیت این شهر بر اساس سرشماری سال ۲۰۰۸ میلادی ۸٬۹۰۱ نفر و بر اساس برآوردهای سال ۲۰۰۹ میلادی ۸٬۸۵۷ نفر می‌باشد.